# Steve Martino
Stephen Michael "Steve" Martino (21 de julio de 1959) es un director estadounidense de animación. Miembro de la productora Blue Sky Studios, en donde ha servido como director para los largometrajes animados: Dr. Seuss' Horton Hears a Who! (2008), Ice Age: Continental Drift (2012) y The Peanuts Movie (2015).

## Biografía

### Primeros años
Martino fue a la Universidad Estatal de Ohio en donde estudió diseño.

### Carrera

#### Blue Sky Studios
Después de graduarse, Steve fue a Los Ángeles, en donde trabajó en animación y efectos visuales. En 2001, se unió a Blue Sky Studios de 20th Century Fox. Desde entonces Martino dirigió para Blue Sky las películas de Dr. Seuss' Horton Hears a Who!, adaptación del libro infantil del escritor Dr. Seuss, La era de hielo 4: La deriva continental, cuarta entrega de la exitosa franquicia de La era del hielo y Snoopy & Charlie Brown: Peanuts, La Película, adaptación al cine de la historieta clásica creada por Charles M. Schulz. Todas estas teniendo un éxito masivo tanto en crítica como en taquilla.

## Filmografía

### Como director
| Año  | Título                                       | Notas                       |
| ---- | -------------------------------------------- | --------------------------- |
| 2008 | Dr. Seuss' Horton Hears a Who!               | Dirigida con Jimmy Hayward  |
| 2012 | Ice Age: Continental Drift                   | Dirigida con Mike Thurmeier |
| 2015 | Snoopy & Charlie Brown: Peanuts, La Película |                             |
| 2022 | Emoji 2: La Película                         | Dirigida con John A. Davis  |

### Cómo director de arte
| Año  | Título | Notas                         |
| ---- | ------ | ----------------------------- |
| 2005 | Robots | Primer trabajo para Blue Sky. |